# The Moral Landscape
The Moral Landscape: How Science Can Determine Human Values (em português:  A Paisagem Moral: Como a Ciência Pode Determinar os Valores Humanos) é um livro do autor estadunidense Sam Harris. No livro, o autor promove uma ciência da moralidade e argumenta que muitos pensadores ao longo do tempo vêm reproduzindo visões confusas sobre a relação entre moralidade, fatos e ciência. Sua intenção é traçar um terceiro caminho entre os secularistas que dizem que a moralidade é subjetiva (i.e. relativistas morais) e religiosos que defendem que a moralidade é fundamentada em Deus e nas escrituras sagradas. Harris argumenta que o único paradigma moral que faz sentido considerarmos é um no qual o "moralmente bom" está ligado a aumentos no "bem-estar de criaturas conscientes". Ele então argumenta que, apesar de problemas com a filosofia da ciência e razão no geral, 'questões morais' têm respostas objetivamente certas ou erradas, baseadas em fatos empíricos a respeito do que leva o ser humano a prosperar.
Desafiando a antiga noção filosófica de que nunca se pode tirar um 'deve ser' de um 'é' (lei de Hume), Harris argumenta que a melhor forma de abordar questões morais é usando não só a filosofia, mas métodos científicos. "A ciência pode determinar valores morais", portanto, quer dizer que "a ciência pode nos dizer que valores levam o ser humano a prosperar". É nesse sentido que Harris defende que cientistas iniciem debates acerca de uma ciência normativa da "moralidade".